# Фроашапел
Фроашапел (на френски: Froidchapelle) е селище в Югозападна Белгия, окръг Тюен на провинция Ено. Населението му е около 3600 души (2006).